# Courage (canción)
«Courage » es una canción de la cantante canadiense Céline Dion para su duodécimo álbum de estudio en inglés, Courage (2019). Se lanzó como descarga digital el 18 de septiembre de 2019. El mismo día, Dion se embarcó en su Courage World Tour, donde interpretó la canción. El tema entró en las listas de ventas en Canadá y Francia y recibió críticas positivas de los críticos musicales. 

## Antecedentes y lanzamiento
Fue escrita por Stephan Moccio, Erik Alcock y Liz Rodrigues. Fue producido por Moccio. Junto con las canciones «Imperfections» y «Lying Down», se lanzó como descarga digital el 18 de septiembre de 2019, el día en que Dion comenzó con su gira Courage World Tour, para lo promoción de su álbum Courage. Es una emotiva balada de piano que trata sobre la pérdida de un ser querido. Anteriormente, Moccio coescribió para Dion su sencillo de 2002, «A New Day Has Come».

## Recepción crítica
La canción recibió críticas positivas. Según A Bit of Pop Music, tiene un contenido muy personal. Es una balada de poder emocional basada en piano y cuerdas, que trata sobre la pérdida de una persona cercana a ti. Con la muerte de su esposo René Angélil en 2016, «Courage» debe estar cerca del corazón de Dion y la canta con una voz emotiva y mucha pasión. Mike Wass de Idolator la describió como una simple balada de piano que le permite a Dion apretar el gatillo vocal mientras comparte importantes lecciones de vida. Es crudo y muy emotivo.

## Recepción comercial
Después de ser lanzado como descarga digital el 18 de septiembre de 2019, debutó en varias listas de ventas y alcanzó el número dos en Quebec, y el número 20 en Canadá. En marzo de 2021, se envió a formatos de radio de éxito contemporánea en Quebec, donde alcanzó el puesto número tres.

## Video musical
El audio del tema se subió a YouTube el 18 de septiembre de 2019. El video musical, dirigido por Se Oh y filmado íntegramente en blanco y negro, se estrenó el 13 de noviembre de 2019. Kai Krause trabajó en él como director de fotografía y Marco Venditto como director de iluminación. El video fue producido por Mad Ruk Entertainment y Telescope Films.

## Posicionamiento en listas
| Listas (2019)                            | Mejor posición |
| ---------------------------------------- | -------------- |
| Canadá (Hot Canadian Digital Song Sales) | 20             |
| Quebec (ADISQ Digital Sales Chart)       | 2              |
| Quebec (ADISQ Radio Chart)               | 3              |

## Historial de lanzamiento
| País   | Fecha                    | Formato                      | Discográfica | Ref.   |
| ------ | ------------------------ | ---------------------------- | ------------ | ------ |
| Varios | 18 de septiembre de 2019 | Descarga digital y Streaming | Columbia     | [ 11 ] |
| Quebec | 3 de marzo de 2020       | Contemporary hit radio       | Columbia     | [ 8 ]  |